# Keltski jeziki
Keltski jeziki so del jezikovne družine indoevropskih jezikov. Njihovo govorno področje je danes omejeno na skrajni severozahod Evrope (britansko otočje in polotok Bretanjo v Franciji), v starem veku pa so obsegali velik del osrednje in zahodne Evrope ter se do druge polovice 3. stoletja pr. n. št. razširili celo v Malo Azijo, v pokrajino Galatijo. 

## Zgodovina
Keltski jeziki so se razvili iz skupnega prednika (prakeltščine). Zibelka keltskih jezikov je v srednji Evropi. Najzgodnejši začetek keltske kulture navadno pripisujejo železnodobni halštatski kulturi od 8. do zgodnjega 5. stoletja pr. n. št. V tem obdobju naj bi zgodnji Kelti naseljevali področje od današnje vzhodne Francije do Češke. Iz halštatske je izšla kasnejša latenska kultura, ki je cvetela od poznega 5. do 1. stoletja pr. n. št., njeno širjenje pa navadno povezujejo s selitvami Keltov. Zlasti prodor Keltov v vzhodno Evropo in Sredozemlje je nesporno povezan s pojavom latenske materialne kulture v teh krajih. Na iberskem polotoku je manj vplivov latenske kulture, zato pa več povezav s predhodnima kulturo žarnih grobišč in halštatsko kulturo, in domneva predpostavlja, da so Kelti na iberski polotok prodrli pred 5. stoletjem pr. n. št. V jezikoslovnem oziru to domnevo podpira dejstvo, da je keltiberščina edina med celinskimi keltskimi jeziki ostala jezik Q-keltskega tipa, kar napeljuje na to, da se je prva ločila od prakeltščine (Mallory 1989: 96, 105-106; Ball in Fife 1993: 3).
Kakor so se keltski jeziki v starem veku hitro razširili po evropski celini, so razmeroma hitro tudi zamrli. Govorci galskega, keltiberskega in lepontskega jezika so se romanizirali in prevzeli latinščino. Celinski keltski jeziki so tako postopno izumrli; najdlje, do 4. stoletja n. št., se je obdržala galatščina (Ball in Fife 1993: 4). Danes so keltski jeziki najmanjša indoevropska jezikovna skupina po številu govorcev.

## Značilnosti
Skupne razvojne značilnosti keltskih jezikov so:
- odpad praindoevropskega */p/:

Praindoevropski začetni */p/ je v keltskih jezikih odpadel; prim. staroirsko athir proti latinsko pater („oče“), oboje iz praindoevropsko *pH2tēr. Ta glasovni pojav je verjetno pozen, saj je */p/ v drugih glasovnih okoljih pustil sledi. Soglasniška skupina /pt/ se je na primer razvila v /χt/; prim. staroirsko secht („sedem“), galsko sextametos („sedmi“) proti latinsko septem, septimus. V P-keltskih jezikih se v kasnejšem razvoju ponovno pojavi /p/, ki se je razvil iz prvotnega /kw/. V jezikih goidelske veje se /p/ ponovno pojavi samo v določenih soglasniških skupinah ter v besedah, prevzetih iz latinščine.
- sprememba praindoevropskega zaporedja glasov */p...kw-/ v /kw...kw-/:

Ta glasovni pojav je skupen z italskimi jeziki in venetščino; prim. staroirsko coic, latinsko quinque („pet“) proti grško pénte, sanskrtsko pañca, vse iz praindoevropsko *penkwe. 
- sprememba praindoevropskega glasu /gw/ v /b/:

staroirsko bó, valižansko bu („krava, vol“) iz praindoevropsko *gwous-.
- štetje v dvajseticah:

irsko fiche „20“, trí fichead „60“ (dobesedno: tri dvajsetice)
valižansko ugain „20“, deugain „40“ (dobesedno: dve dvajsetici), pedwar ugain „80“ (dobesedno: štiri dvajsetice)
Štetje v dvajseticah je kot keltski substrat delno ohranjeno v današnji francoščini; prim. quatre vingts „80“ (dobesedno: štiri dvajsetice).
Naslednje značilnosti so večinoma omejene na današnje otoške keltske jezike:
- mehčanje in spreminjanje začetnih soglasnikov:

Vsi otoški keltski jeziki poznajo niz rednih in slovnično pogojenih sprememb soglasnikov (mutacij) na začetku besed; prim. irsko maith „dober“ toda bean mhaith „dobra žena“
- flektirani predlogi
- besedni red glagol-osebek-predmet

(Russell 1995: 10-12, 90-91, 170, 231-257)

## Delitev
Znotraj keltskih jezikov se pojavljata dve delitvi: prva je zemljepisna delitev na celinske (kontinentalne) in otoške (insularne) keltske jezike, druga pa jezikoslovna delitev na P-keltske in Q-keltske jezike.

### Zemljepisna delitev

#### Celinski keltski jeziki
Podskupina celinskih keltskih jezikov obsega danes izumrle keltske jezike, ki so se v starem veku govorili na evropski celini. So najstarejši pisni vir keltskih jezikov. Izpričani so v napisih in kovancih iz Galije, Italije in Španije ter v krajevnih in osebnih imenih ki so jih dokumetirali klasični pisci (Mallory 1989: 95).
Galski jezik je tesno soroden z lepontskim in galatskim, medtem ko se keltiberski znatneje razlikuje od drugih celinskih keltskih jezikov. Zelo malo je znanega o keltskih jezikih vzhodne Evrope in Balkana, ki so izpričani izključno v osebnih in krajevnih imenih. Galski in keltiberski jezik sta se delila na več narečij. Lepontščino jezikoslovci včasih štejejo celo za narečje galščine, vendar pa slednja klasifikacija zaradi skromnih pisnih virov ni zanesljiva (Ball in Fife 1993: 6).
Celinski keltski jeziki so:
- galščina
- keltiberščina
- lepontščina
- noriščina
- galatščina
- keltski jeziki vzhodne Evrope in Balkana

#### Otoški keltski jeziki
Kelti, ki so se naselili na Britanskem otočju in na Irskem, so govorili dve skupini narečij. Gelska (goidelska) narečja so govorili na Irskem, od koder so jih zanesli na ozemlje današnje Škotske in na otok Man. Britanska narečja so govorili Briti in Pikti. Pikti so se kasneje asimilirali s Škoti, Briti pa so se po prihodu anglosaških plemen umaknili v Wales, Cornwall in preko morja v severno Francijo, v pokrajino Armorica, ki se danes po njih imenuje Bretanija.
Podskupina otoških keltskih jezikov se deli še naprej.

##### Britanska veja
Sem spadajo jeziki, ki so se razvili iz britanskih narečij.
To so:
- bretonščina
- kornijščina
- kumbrijščina
- piktščina
- valižanščina

##### Gelska (goidelska) veja
Sem spadajo jeziki, ki so se razvili iz gelskih narečij.
To so:
- irska gelščina
- manska gelščina
- škotska gelščina

### Jezikoslovna delitev
Jezikoslovna delitev keltskih jezikov na P-keltske in Q-keltske temelji na razvoju praindoevropskega (in obenem prakeltskega) glasu *kw. P-keltski so tisti jeziki, v katerih se je prvotni *kw razvil v nezveneči ustnični zapornik [p], Q-keltski pa tisti, v katerih je *kw ohranil prvotno artikulacijo, oziroma se je (v goidelskih jezikih) razvil v glas [k]. Sprememba *kw v [p] je sicer razmeroma pozen in glasoslovno nepomemben pojav.
Če upoštevamo samo žive keltske jezike, delitev na P-keltske in Q-keltske sovpada z delitvijo na britansko in gelsko vejo.
Primer:
| praindoevropsko               | staroirsko | valižansko | (slovensko) |
| ----------------------------- | ---------- | ---------- | ----------- |
| *kwetwores                    | cethir     | pedwar     | štiri       |
| *penkwe > prakeltsko *kwenkwe | coic       | pump       | pet         |

(prirejeno po Mallory 1989: 107)

#### P-keltski jeziki
P-keltski jeziki so:
- bretonščina
- kornijščina
- kumbrijščina
- valižanščina
- lepontščina
- galatščina
- piktščina
- večina narečij galščine

#### Q-keltski jeziki
Q-keltski jeziki so:
- irska gelščina
- manska gelščina
- škotska gelščina
- keltiberščina
- nekatera arhaična narečja galščine (Ball in Fife 1993: 6-7, 68-69).

## Živi keltski jeziki
Danes se govori le še šest keltskih jezikov. Čeprav so bili skozi zgodovino zatirani, se njihovi govorci danes vedno bolj odločajo zanje in jih uporabljajo. Nekateri izmed teh jezikov so tudi že pridobili statuse uradnih ali regionalnih jezikov znotraj držav, v katerih se govorijo. Ti jeziki so:
Bretonščina, ki se govori v Bretaniji.
Kornijščina, ki se govori v Cornwallu.
Irska gelščina, ki se govori na Irskem.
Manska gelščina, ki se govori na otoku Man.
Škotska gelščina, ki se govori na Škotskem.
Valižanščina, ki se govori v Walesu.

Škotsko gelščino se pogosto zamenjuje z jezikom Scots, ki se prav tako govori na Škotskem. Slednji ni keltski, temveč germanski jezik in je v tesnem sorodstvu z angleščino.
Jezikoslovno vsi spadajo med otoške keltske jezike; in sicer med britanske (bretončšina, kornijščina in valižanščina) in gelske (irska gelščina, manska gelščina, škotska gelščina). Vsi britanski jeziki so tudi P-keltski, gelski pa Q-keltski.